# Тюльпан волосистотычиночный
Тюльпа́н волосистотычи́ночный (лат. Tulipa dasystemon) — вид однодольных растений рода Тюльпан (Tulipa) семейства Лилейные (Liliaceae). Впервые описан ботаником Эдуардом Людвиговичем Регелем под названием Orithyia dasystemon Regelbasionym; перенесён им же в состав рода Tulipa в 1879 году.

## Распространение и среда обитания

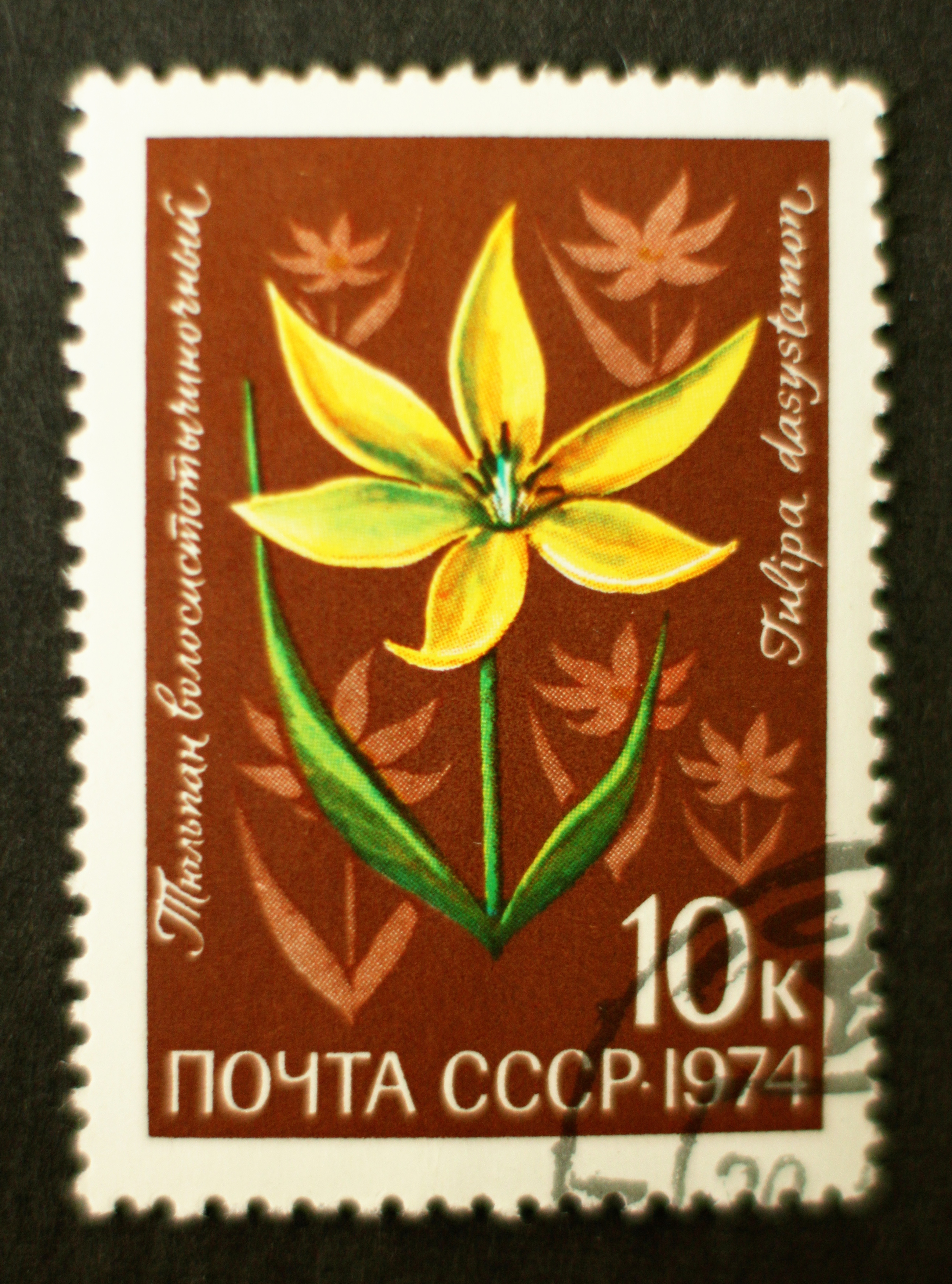
Советская почтовая марка с изображением тюльпана волосистотычиночного (1974)

Известен из Китая (Синьцзян-Уйгурский автономный район), Казахстана, Киргизии, Таджикистана и Узбекистана.
Встречается на освещённых склонах на высоте 1800—3200 м.

## Ботаническое описание
Многолетнее травянистое растение.
Луковица яйцевидная, покрытая волосками (реже голая); оболочка тонкая бумажная.
Стебель голый, высотой 10—15 см, несёт по два линейных листа с заострённой верхушкой и клиновидным основанием.
Цветок одиночный, молочно-белого или бледно-жёлтого цвета с пурпурно-зелёным оттенком на обеих сторонах лепестка; внутренняя часть лепестков опушена у основания. Размер цветка — от 2 до 5 и более см.
Плод — коробочка бурого или зелёного цвета.
Цветёт в апреле.
Число хромосом — 2n=24.

## Значение
Выращивается как декоративное растение в парках и садах.

## Охранный статус
Занесён в Красную книгу Узбекистана.